# レオポルディーネ・フォン・シュテルンベルク
マリア・レオポルディーネ・ヴァルブルガ・エーファ・フォン・シュテルンベルク（Gräfin Maria Leopoldine Walburga Eva von Sternberg, 1733年12月11日 ウィーン - 1809年6月27日 フェルツベルク）は、リヒテンシュタイン侯フランツ・ヨーゼフ1世の妻。

## 生涯
在ポーランド皇帝大使を務めた外交官フランツ・フィリップ・フォン・シュテルンベルク伯爵（1708年 - 1786年）とその妻の伯爵令嬢レオポルディーネ・フォン・シュターレンベルク（1712年 - 1800年）の間の第二子、長女。皇帝大使・墺領ネーデルラント総督を務めたシュターレンベルク侯ゲオルク・アダムは母方叔父。1750年7月6日フェルツベルクでリヒテンシュタイン侯子フランツ・ヨーゼフと結婚。夫妻の間には8子が生まれた。
- ヨーゼフ（1752年 - 1754年） - 夭折
- レオポルディーネ（1754年 - 1823年） - 1771年ヘッセン＝ローテンベルク方伯カール・エマヌエルと結婚
- マリア・アントニア（1756年 - 1821年）- 修道女
- フランツ（1757年 - 1760年） - 夭折
- アロイス1世（1759年 - 1805年） - リヒテンシュタイン侯
- ヨーハン1世（1760年 - 1836年） - リヒテンシュタイン侯
- フィリップ（1762年 - 1802年）- 未婚のまま逝去
- マリア・ヨーゼファ（1768年 - 1845年） - 1783年エステルハージ・デ・ガランタ侯ニコラウス（2世）と結婚

レオポルディーネは義妹エレオノーレ・フォン・リヒテンシュタイン侯爵夫人を中心とする神聖ローマ皇帝ヨーゼフ2世の側近サークル「5人の侯爵夫人（Die fünf Fürstinnen）」の1人として、ヨーゼフ2世の治世には大きな勢力をもった。1772年、義理の叔父ヨーゼフ・ヴェンツェルが子供のないまま死ぬと、夫が侯爵家の家督を相続した。1781年未亡人となった後は、ウィーン・ヒュッテルドルフに住む末娘の許に身を寄せた。ヴラナウのリヒテンシュタイン家代々の墓所には入らず、末娘と住んでいたウィーンのエステルハージ邸にほど近いヒュッテルドルフ小教区聖堂に埋葬された。